# Креперей Галл
Крепере́й Галл (лат. (Gaius) Crepereius Gallus; погиб в марте 59 года) — римский государственный деятель из плебейского рода Крепереев, приближённый Агриппины Младшей, матери Нерона.

## Биография
О происхождении Креперея Галла известно лишь, что он принадлежал к неименитому плебейскому роду.
Пожалуй, единственное упоминание его имени содержат «Анналы» Корнелия Тацита, где крупнейший античный историк сообщает о событии, имевшим место в марте 59 года. Тогда Нерон, действуя по наущению некоего Аницета, решил погубить свою мать, Агриппину, посредством механизма рушащегося в пути корабля. Вот, как описывает произошедшее Тацит:

«Корабль не успел далеко отойти; вместе с Агриппиною на нём находились только двое из её приближённых — Креперей Галл, стоявший невдалеке от кормила, и Ацеррония, присевшая в ногах у неё на ложе и с радостным возбуждением говорившая о раскаянии её сына и о том, что она вновь обрела былое влияние, как вдруг по данному знаку обрушивается отягчённая свинцом кровля каюты, которую они занимали; Креперей был ею задавлен и тут же испустил дух, а Агриппину с Ацерронией защитили высокие стенки ложа, случайно оказавшиеся достаточно прочными, чтобы выдержать тяжесть рухнувшей кровли».
— Корнелий Тацит. Анналы, XIV, 5 (2—3).
В 1964 году среди антиковедов было высказано предположение, что Креперей Галл может быть тождественен прокуратору Гаю Креперею Галлу, упомянутому в одной надписи из Антиохии, однако этого утверждать точно нельзя. Вместе с тем, авторы данной гипотезы описывают роль Креперея в истории вообще как «малозначительную, пассивную и краткую».

## Образ в художественной литературе
Имя Креперея Галла фигурирует в историческом рассказе итальянского писателя Оскара Пио «Жизнь римских императриц. Картины из жизни римского общества» (1895).